# Yoshinori Natsume

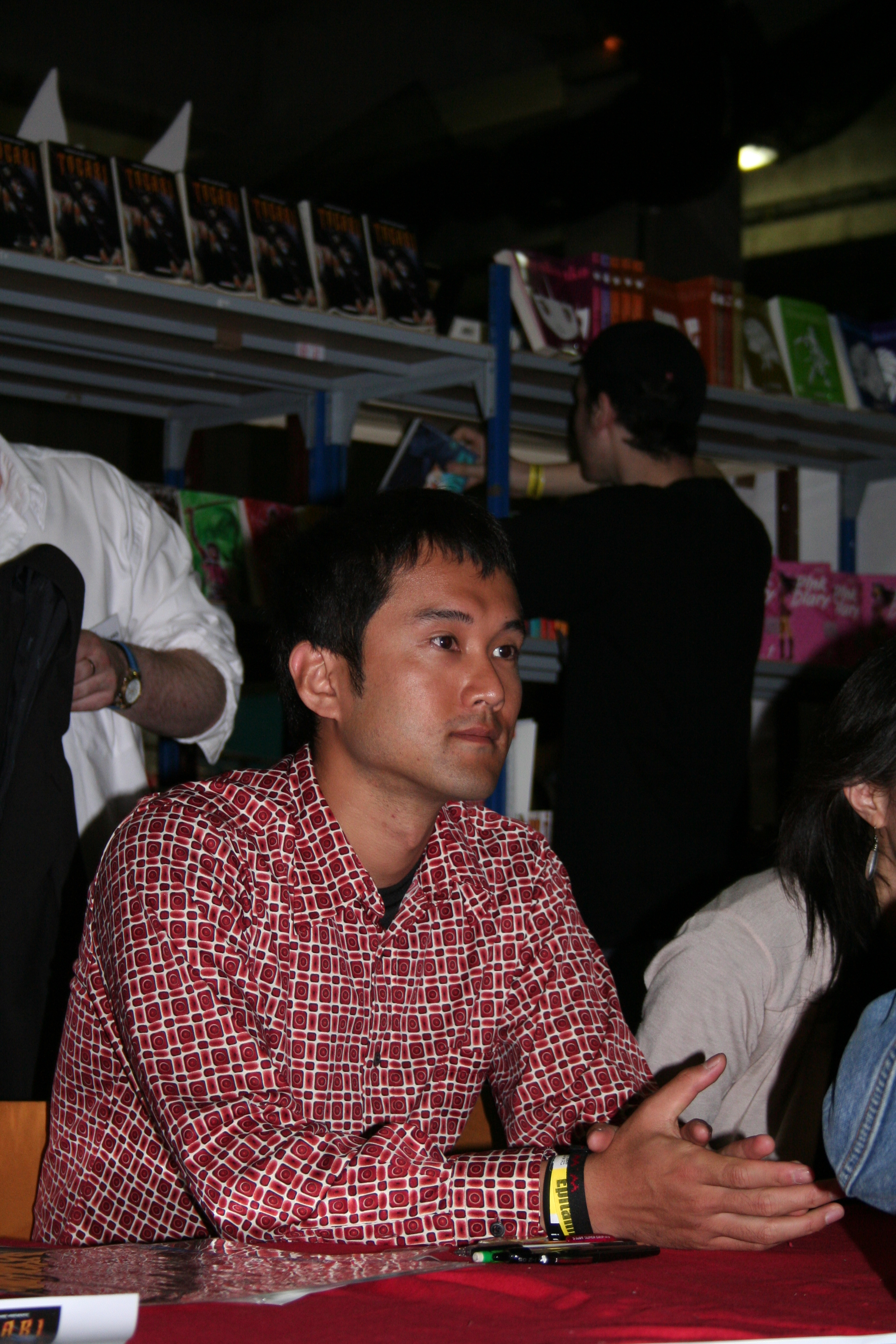
Yoshinori Natsume im Mai 2006

Yoshinori Natsume (jap. 夏目 義徳, Natsume Yoshinori; * 23. August 1975 in Hiroshima, Japan) ist ein japanischer Manga-Zeichner.

## Biografie
Nach Abschluss der Oberschule studierte Natsume an der Chiba Daigaku. Danach arbeitete er für kurze Zeit für den Videospiel-Konzern Konami und wandte sich 1994 dem Manga-Zeichnen zu. Sein erstes Werk veröffentlichte er 1994 mit der Kurzgeschichte Dunk Shot wa daasete nai keredo im Manga-Magazin Shōnen Sunday des Shogakukan-Verlages, für das er auch in den folgenden Jahren arbeitete. 1995 gewann er den 36. Newcomer-Preis des Shogakukan-Verlages in der Kategorie Shōnen.
Seine erste fortlaufende Serie begann Natsume erst 2001 mit dem Action-Manga Togari über einen Kriminellen, der aus der Hölle befreit wird, wenn er es schafft, mit dem Schwert Togari 108 Sünden in 108 Tagen zu vernichten. Der Zeichner schloss den in Japan sehr erfolgreichen Manga, der im Shōnen Sunday neben Mangas wie Inu Yasha und Detektiv Conan erschien und auch in einigen anderen asiatischen Ländern und in Frankreich veröffentlicht wurde, 2002 nach über 1400 gezeichneten Seiten abrupt ab.
2004 begann er Kurozakuro, das von einem schüchternen Jugendlichen handelt, der übernatürliche Kräfte erhält, die normalerweise die Verwandlung in ein Monster bewirken. Das über 1200 Seiten umfassende Kurozakuro endete im Dezember 2005.
Im Frühjahr 2008 brachte er beim amerikanischen Verlag DC Comics unter dem Titel Batman: Death Mask eine vierteilige Comicserie zum Superhelden Batman heraus. Das Projekt war ihm vorgeschlagen worden, als er in den Vereinigten Staaten nach einem Verlag für Togari suchte.

## Werke (Auswahl)
- Dunk Shot wa utenai keredo (ダンクシュートは打てないけれど), 1994
- Togari (トガリ), 2001–2002
- Kurozakuro (クロザクロ), 2004–2005
- Batman: Death Mask, 2008